# Lasioglossum pilosicaudum
Lasioglossum pilosicaudum là một loài Hymenoptera trong họ Halictidae. Loài này được Cockerell mô tả khoa học năm 1937.